# Museo d'arte sacra "A Passo d'Uomo"
Il museo d'arte sacra "A Passo d'Uomo" è un museo di Sabbioneta, in provincia di Mantova.
È allestito in un edificio rinascimentale a fianco della Chiesa dell'Assunta e aperto nel 1990 a poca distanza dal Palazzo Ducale.

## Sezioni espositive
- Pinacoteca, con dipinti e sculture lignee, dal XVI al XVIII secolo, tra i quali Assunzione di Bernardino Campi del 1568;
- Galleria d'arte sacra contemporanea, con opere del XX secolo in terracotta, pittura e scultura;
- Tesoro, con paramenti sacri, oggetti liturgici, monete e gioielli. In questa sezione è conservata la figura in oro del Toson d'oro, rinvenuto nella tomba del duca Vespasiano I Gonzaga, del quale era stato insignito nel 1585;
- Intercultura, con oggetti artistico-religiosi di alcune religioni del mondo.

Nell'antico cortile, trasformato in giardino botanico, sono in mostra reperti marmorei e da sculture.